# レプタイル (モータルコンバット)
レプタイル（Reptile）はミッドウェイゲームズとNetherRealm Studiosの対戦型格闘ゲーム『モータルコンバット』シリーズに登場する架空の人物。
初出は「Mortal Kombat（1992年）」で、隠しキャラクターとして登場。爬虫類から進化を遂げた種族「ソーリアン（Saurian）」の生き残りにして、シャン・ツンの走狗。格闘ゲーム史上において最初に「隠しキャラクター」の概念を確立したキャラクターでもある。

## キャスト
演
- ダニエル・ペシーナ（『Mortal Kombat（1992年）』、『Mortal Kombat II』）
- ジョン・ターク（『Ultimate Mortal Kombat 3』、『Mortal Kombat Trilogy』）
- キース・クック（映画『モータル・コンバット』）
- ジョン・バレラ（TVシリーズ『Mortal Kombat: Conquest）』
- リチャード・ドートン（短編映画『Mortal Kombat: Rebirth』

担当声優
- エド・ブーン（『Mortal Kombat（1992年）』）
- ダン・フォーデン（『Mortal Kombat 4』）
- Tom Taylorson（『Mortal Kombat: Armageddon）』
- マーツ・ティムズ（『Mortal Kombat（2011年版）』）
- スティーブン・ブル―ム（『Mortal Kombat X』）
- アンドリュー・モルガド（『Mortal Kombat 1』）

モーションキャプチャー
- クリス・マシューズ（『Mortal Kombat（2011年版）』）

## 主な登場作品
Mortal Kombat
正体不明の隠しNPCとして登場し、バイオグラフィも用意されていなかった。体力ゲージの名前の表記は「SCORPION」であり、勝利時には「REPTILE WINS!!」と表示される。出現条件について、ラウンド開始前にレプタイルがランダムに登場し 、"Blocking will get you nowhere"（ブロックに頼るな）、"Look to La Luna”（月を見ろ）、または"Perfection is the key"（完璧こそが鍵）といったヒントが表示される。彼と戦うにはアーケードモードのPitステージでDouble Flawless（2ラウンドともノーダメージで勝利）を達成し、ブロックを使用せずにマッチを終わらせる必要がある。また、50試合ごとに出現する月の上を飛ぶシルエットを見ることが条件。すべての条件を満たすと、"You have found me, now prove yourself!"というセリフとともに登場する。
ステージはPit下部の棘が並んだ場所で戦うことになる。フェイタリティで倒すと10,000,000点を獲得できる。
Mortal Kombat II
プレイアブルキャラクターとして登場し、Raptorと呼ばれる爬虫類の種族という設定が追加された。外界に引き込まれ、シャオ・カーンの奴隷にされた。レプタイルは忠誠を誓うことを条件に仲間の復活を約束され、カーンの下でシャン・ツンの護衛役を担った。
Ultimate Mortal Kombat 3
ジェイドに下されたキタナの抹殺指令の補佐役に任命されるが、敗北後に追放された。『MK4』ではシノックの部下として再登場する。
Mortal Kombat: Deadly Alliance
再びカーンに仕えていたが、シャン・ツンとクァン・チーによってカーンが暗殺される。主を失い、あてどなく彷徨っていたところ、レプタイルの種族に関する知識を持った女吸血鬼「ニタラ」と出会う。彼女に忠誠を誓っていたが、やがて利用されていることに感づき、抹殺を画策した。ある時、オナガの竜の卵を発見し、オナガ復活の媒介となり、この展開が「MK:D」のストーリーへと続いていく。レプタイルはオナガへと変貌を遂げ、最終ボスとして立ちはだかる。
Mortal Kombat: Shaolin Monks
最序盤にも登場し、ボスとしてプレイヤーを待ち受ける。開発段階において、プロデューサーのショーン・ヒメリックは、「レプタイルはシリーズの中で最も好きなキャラクターの1人だったから登場させた」と語っている。
Mortal Kombat: Armageddon
オナガと分離した状態で再登場。Konquestで赤龍会のアジトに現れ、ディーゴンの龍「Caro」にポータルの封鎖を命じるが、拒否された。その後、テイヴンに敗北。エンディングではブレイズの力を用いてZaterraの栄光を取り戻した。
Mortal Kombat（2011年版）
第10回モータルコンバットにて外界の代表として人間界の戦士と対戦し、ジョニー・ケイジに敗れた。第2回大会ではサブ・ゼロ（弟）はスコーピオンとの対戦を望んだが、代わりにレプタイルを差し向けられ、勝利を収める。『MK3』の時間軸で決行された人間界侵略にも参戦しており、高層ビルの屋上でカバルを一時的に無力させるが、ストライカーに倒された。
Mortal Kombat X
本作では「Syzoth」という名前を持つ。ミレーナがシャオ・カーンの実の娘ではなくシャン・ツンが生み出した存在であり、外界を統治する資格を持たないことを明るみにし、コータル・カーンによるミレーナの捕縛に貢献した。レプタイルはエロン・ブラック、アーマック、フェラー、トールとともにコータルの執行官を務めており、裏切り者のデ・ヴォラが外界に反逆しシノックのアミュレットを盗んだ後、死体を調査している場面を見ている。透明化してタケダを奇襲するが、レプタイルの仲間はすでに人間界の戦士に無力化されており、彼も敗北した。コータルは人間界に宣戦布告し、続く侵略と戦いの中で、レプタイルはジャッキー・ブリッグスに敗北する前にタケダの顔に酸を吐いて盲目にした。
その他
当初は「NBAジャム」に他のモータルコンバットのキャラクターとともにアンロック可能なキャラクターとして登場していたが、NBAの要請により後のバージョンからは削除されている。

## コンセプトと歴史
『MK』の開発段階の後期、レプタイルのキャラクター原案はエド・ブーンが昼食を取ってから職場に戻る際の運転中に考案された。スコーピオンとサブ・ゼロのグラフィックのパレット（配色）を変更するというアイデアが成功を呼んだことに着目したブーンとトビアスは『MK』に「特大級の隠し要素」を盛り込むことを思い付き、スコーピオンの黄色と、サブ・ゼロの青色の混色である緑色をレプタイルのカラーとして選んだ。
「さらにイカしたスコーピオン（"A cooler version of scorpion"）」というコンセプトの下、設定は一晩で完成した。
レプタイルの登場はアーケードゲームのマーケティングツールとしての役割を持たせたものだった。非常に難度の高い条件を満たさなければ出現しないため、デザイナーたちはレプタイルの存在が噂として広まることを期待していた。初めて登場したバージョンは3.0。また、レプタイルの登場により、彼をアンロックして使用できるという臆測がファンの間で広まっていた。ブーンは後のインタビューで、レプタイルに関する噂が盛り上がったため、プレイアブルキャラクターとして後発のシリーズに登場させることに決めたと語っている。

## デザイン
レプタイルは当初、長身で筋肉質、明るい肌といった特徴を持つヒューマノイドとして描かれていた。グラフィックはスコーピオンとサブ・ゼロのリカラーであるため服装は二人と同じで、配色は緑色となっている。服装はズボンと足袋、黒いノースリーブシャツと頭巾を纏っている。前腕と下肢は緑色のアーマーで覆われ、胴体はV字型の緑色のベストで保護しており、それに合わせた小さいフォールドと腰布を身に着けている。普段は爬虫類の素顔を隠すために忍者のマスクを着用しているが、酸性液攻撃（TVドラマ版アメイジング・スパイダーマンのエピソードにインスパイアされたダニエル・ペシーナによるアイデア）や、舌を伸ばして敵を食らうフェイタリティを使用する際に素顔を見せる。身長は6フィート（183cm）で、ダミ声で話す。
『MK4』での外見はより爬虫類的になり、頭部をマスクで覆っていない。手には鋭利な爪が生えており、同様に爪が尖った三本指の足を持つ。これはカナダの著名な古生物学者デイル・ラッセルが考案したディノサウロイドに触発されたものと推測されている 。
『MK:DA』では頭部と尻尾が爬虫類そのものの外見となり、足、肘、肩、ベルトを金と黒の鎧で覆い、靴を脱いで素足になった。骨の突起が頭蓋骨の付け根から脊椎を通り、尻尾の先端まで続いており、同様の突起が踵から伸びている。エド・ブーンは2作品の間にデザインが変化したことに関して、「より大きいキャラクターに進化する（"evolving into a bigger character"）」可能性を示唆しており、『MK:D』のオナガに肉体を乗っ取られる伏線となっている。
『MK:SM』では、キャラクターデザイナーのマーク・ラッピンによって、過去3作のデザインを折衷させ、『MK4』の容貌、『MK』の服装、『MK:DA』における彼の手足、鎧の特徴を取り入れ、クラシックでありながら新鮮味を与えるデザインを意図して製作された。前腕、手、頭には黒い帯状の布が巻かれ、目、口、足を露出させている。このデザインは後に『MK:A」における新衣装として転用され、『MK:DA」では隠しコスチュームとして採用された。

## ゲーム上の特徴
『MK』の隠しキャラクターとして登場した際、技はサブ・ゼロの「Ice Blast」、スコーピオンの「Spear」が流用されていた。ゲーム内の他のCPUよりも移動速度と技の発生がかなり速く、撃破は困難であった 。
『MKII』でプレイアブルキャラクターとなる。技がリニューアルされており、手からエネルギー弾を放つ「Force Ball」、酸性液を吐き出す「Acid Spit」などを引っ提げている。他にもスライディングや、一定時間、または被弾するまで透明化する技を持つ。後のシリーズでは「Force Ball」を低速と高速に分けるなど、技の性能に変更が加えられたり、異なる技に変更して一旦削除し、次回作で復活させるなどの調整が行われている。『MKII』におけるフェイタリティは、素顔を晒し相手の頭部を食いちぎるものと、保護色で透明化して胴体を切断するものの二種類が存在する。後の作品で使用するフィニッシュムーブは酸を吐くだけに留まらず、相手に飛び乗って頭部をかじり骨を露出させるなど、よりバラエティに富んだ内容になっている。シリーズの回顧録で開発チームは、レプタイルのフィニッシュムーブをシリーズで最も好きな技として挙げている。

### その他のメディア
Malibu Comicsで連載されたコミックシリーズでは脇役として登場し、1995年に発売された3巻のゴローを主役に据えた短編「Goro: Prince of Pain」では、キタナが主導する、ゴローの捜索隊の一員として初登場した。1995年発売の6巻の短編「Battlewave」では、カーンの計画が人間界の軍勢によって阻止される前に、ソニアに対してカーンとの結婚を望むようにする催眠術をかけた。「MK2」と「MK4」を題材にした特別版コミックがMidway Gamesより刊行されており、レプタイルはそれぞれの作品の原作における役割を踏襲しており、短期間登場する。1996年、C・ディーン・アンダーソン著の文庫本小説「Mortal Kombat: Reptile's World」が出版され、低年齢層を対象にしたこの著書は、他のキャラクターの視点からレプタイルの過去が語られている。
1995年公開の映画『モータル・コンバット』では二足歩行のトカゲの姿で登場し、リュウ・カンに発見されるまでカモフラージュしていた。銅像の中に投げ込まれた後、忍者に変身してリュウ・カンと戦うが、敗北する。元の姿に戻ると同時に踏みつぶされた。トカゲの姿はCGで描画されており、人間の姿は俳優兼武道家のキース・クックが演じている。当初は映画に登場する予定は無かったが、フォーカスグループが戦闘シーンに物足りなさを感じたため追加されたという経緯を持つ。リュウ・カン役のロビン・ショウと監督のポール・W・S・アンダーソンは、撮影が終わるまでレプタイルのトカゲの形態がどんな外見なのか把握しておらず、戦闘前の一連のシーンの撮影が難しかったと述べている。
1996年のアニメシリーズ「Mortal Kombat: Defenders of the Realm」には「Komodai」というオリジナルキャラクターが登場する。外見はレプタイルに似ており、彼の同族であると説明されている。手下を率いて人間界に攻撃を仕掛けたが、最終的に敗北し、外界に送り返された。
1998年のTVシリーズ「Mortal Kombat: Conquest」では人間態をジョン・ヴァレラが演じている。シャオ・カーン傘下のラプターで構成された軍の司令官を務めていたが、主を裏切った。オリジナルキャラクターであるクリーヤと同盟を結んでカーンの領域の支配権を共有し、彼女の仲間の1人として仕えるが、カーンの司祭により殺される。
ケヴィン・タンチャローエン監督が2010年に制作した短編映画『Mortal Kombat: Rebirth』では、リチャード・ドートンが演じ、非常に稀な先天性魚鱗癖に罹った奇形児として生まれた人間の殺人鬼という設定で登場した。「レプタイル」というあだ名は人の頭部を引きちぎっては喰らう様子にちなんでつけられたとされている。
2020年のアニメーション映画「Mortal Kombat Legends」にも少し登場し、「Scorpion's Revenge」ではソニアとの戦闘で首を切断された。
2021年版映画では「シゾス（Syzoth）」に名前を変更され、シャン・ツンの部下として登場。ソニアの隠れ家を襲撃するが、カノウに心臓をもぎ取られ死亡した。

## 全登場作品（ゲーム）
- 『Mortal Kombat』
- 『Mortal Kombat II』
- 『Ultimate Mortal Kombat 3』
- 『Mortal Kombat Trilogy』
- 『Mortal Kombat 4』
- 『Mortal Kombat Gold』
- 『Mortal Kombat: Deadly Alliance』
- 『Mortal Kombat: Tournament Edition』
- 『Mortal Kombat: Deception』[注釈 2]
- 『Mortal Kombat: Unchained』
- 『Mortal Kombat: Shaolin Monks』
- 『Mortal Kombat: Armageddon』
- 『Mortal Kombat（2011年版）』
- 『Mortal Kombat X』
- 『Mortal Kombat 11』[注釈 3]
- 『Mortal Kombat 1』

## 商品展開
ハスブロからG.I.ジョーシリーズの1つとして、アクションフィギュアが販売されている。フィギュアには日本刀とグラップリングフックが付属。
他にも、2006年にJazwaresから「MK:SM」のプロモーションを目的としたアクションフィギュアが発売されている。フル可動で、オプションパーツの頭部、着脱可能な舌、大刀が付属する。
2011年にAta-Boy Wholesaleから発売された「MK」のキャラクターシリーズの1つとして、2.5インチ×3.5インチのコレクタブルマグネットのフィギュアが発売されている また、「MK4」のイントロに大きく登場し、ゲームを宣伝するためのテレビCMで使用されていた。

## 批評
2008年、GameSpotは、レプタイルが初登場した経緯から、シリーズに「謎めいた空気感」をもたらしている」と評価した。CraveOnlineは『MK』での彼との対戦を、ビデオゲームにおける4番目に重大なイベントとして挙げている。Game Revolutionの初期のモータルコンバットのキャラクターランキングでは5位であり、「MK」での彼の登場と続編での変化を評価した 。 2008年、ゲームにおける10大イースターエッグについてのMSN記事で紹介された。2010年、UGOが開催したビデオゲームにおける25の最もクールな隠しキャラクターにランクイン。2012年、UGO Networksが公開した「Top 50 Mortal Kombat Characters」では6位になり、シリーズで最高の隠しキャラクターであると述べられている。
1995年の映画『モータルコンバット』についてのポッドキャスト「Rotten Tomatoes Is Wrong」の2020年のエピソードで議論しており、パネリストはレプタイルがシリーズで最悪のキャラクターの1人であると意見し、初登場時はただ単に既存キャラの色を変えただけだったことを主な理由として挙げ、隠しキャラクターとして登場した点がレプタイルを至高の存在たらしめていた要素だと考え、以降も隠しキャラ扱いを踏襲していくべきだったと論じている。
「MK11」におけるレプタイルの不在はPlayStation LifeStyleのデイル・ウィルソンに疑問視され、「スコーピオン、サブゼロ、ジョニー・ケイジ、ジェイド、ソニア・ブレイドといった初期の面々がMortal Kombat 11に登場するのに、レプタイルが居ないのは変だ（"With classic characters like Scorpion, Subzero, Johnny Cage, Jade, and Sonya Blade all making appearances in Mortal Kombat 11, I find it odd that Reptile was left out of the mix."）」と述べている。